# 私立探偵ジェイク
『私立探偵ジェイク』（原題: Jake Spanner, Private Eye）は、1989年のアメリカ合衆国のテレビ映画。

## キャスト
- ロバート・ミッチャム
- アーネスト・ボーグナイン
- ジョン・ミッチャム
- ジム・ミッチャム
- リチャード・イニグェス
- ローリー・レイサム
- ディック・ヴァン・パタン
- エディ・アダムス
- カリーム・アブドル＝ジャバール
- テリー・ムーア
- シェリー・ノース
- クライヴ・レヴィル
- ニタ・タルボット
- ステラ・スティーヴンス
- エディ・ウィリアムズ
- ジュリアス・キャリー